# Орден Шейх-уль-ислама
Орден Шейх-уль-ислама (азерб. Şeyxülislam ordeni) — религиозная награда, учрежденная Управлением мусульман Кавказа, вручаемая шейх-уль-исламом Аллахшукюром Пашазаде.
Награда была учреждена в 2005 году главой Духовного управления мусульман Кавказа, который носит титул «Шейх уль-ислам» и является лидером мусульманской общины Азербайджана.
Орден Шейх уль-ислама представляет собой звезду Азербайджана, состоящую из двух наложенных друг на друга восьмиконечных звёзд. В его центре голубое кольцо, на котором изображены полумесяц и пятиконечная звезда — Символ Ислама — а также белый голубь мира и две розы.

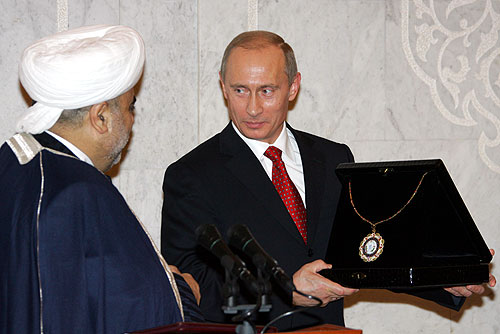
Вручение ордена В. В. Путину (2006)

Всего с 2005 года по 2013 год Орденом Шейх-уль-ислама были награждены президенты Азербайджана Гейдар Алиев (посмертно) и Ильхам Алиев, патриархи Московские и Всея Руси Алексий II и Кирилл, президент Российской Федерации Владимир Путин, президент Турецкой Республики Реджеп Эрдоган, президент Узбекистана Ислам Каримов, бывший генеральный Секретарь ОИК Экмеледдин Ихсаноглу и католикос-патриарх всея Грузии Илия II.